# Zwölfzähniger Kiefernborkenkäfer

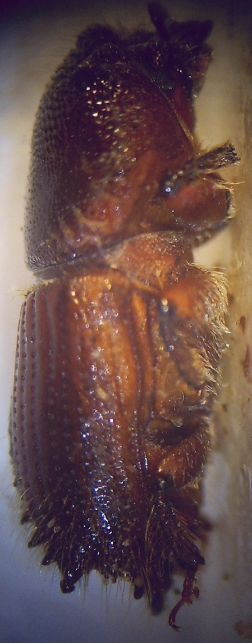
Zwölfzähniger Kiefernborkenkäfer (Ips sexdentatus), 20-fach vergrößert.

Der Zwölfzähnige Kiefernborkenkäfer (Ips sexdentatus) ist ein Rüsselkäfer aus der Unterfamilie der Borkenkäfer (Scolytinae). Da er seine Brutsysteme in der Rinde der Wirtsbäume anlegt, wird er den Rindenbrütern zugerechnet.

## Merkmale
Die Käfer werden 5,5 bis 8,2 Millimeter lang und haben einen braun gefärbten, walzenförmigen Körper. Der Halsschild verdeckt von oben gesehen den Kopf. Die Flügeldecken haben einen schrägen Absturz, welcher eine flache Mulde bildet. Der Absturzrand ist mit Zähnchen besetzt. Dabei folgt auf drei kegelförmige Zähnchen das vierte, größte, welches am Ende knopfförmig verbreitert ist. Zwei weitere Kegelzähnchen folgen diesem, bis der Flügeldeckenrand den Absturz abschließt. Die Fühlergeißel ist fünfgliedrig. Das männliche Tier weist kräftigere Zähne am Flügeldeckenabsturz und einen stärkeren Stirnhöcker auf, zudem trägt das siebente Sternit in der Mitte kürzere Haare als das des weiblichen Tiers.

## Verbreitung
Die Art ist in Europa verbreitet.

## Lebensweise
Der Zwölfzähnige Kiefernborkenkäfer ist ein polygamer Rindenbrüter an Nadelbäumen. Er kommt vor allem an der Gemeinen Kiefer (Pinus sylvestris), gelegentlich auch an der Schwarz-Kiefer (Pinus nigra), Schlangenhaut-Kiefer (Pinus leucodermis) und See-Kiefer (Pinus pinaster), selten an Weißtanne (Abies alba), Nordmanntanne (Abies nordmanniana), Europäischer Lärche (Larix decidua), Sibirischer Lärche (Larix sibirica), Gemeiner Fichte (Picea abies) und Kaukasus-Fichte (Picea orientalis) vor. Er besiedelt die Rinde der Bäume auch im Bereich der Borke. Das Fraßbild wird durch zwei- bis vierarmige Längsgänge, welche von einer Rammelkammer ausgehen und bis zu 50 Zentimeter lang sind, gebildet. Die seitlich abgehenden Larvengänge sind relativ kurz. Es kann zur Ausbildung von zwei Generationen im Jahr kommen. Die Flugzeit ist im April/Mai und Juli/August. Die Tiere lieben Wärme und starkborkige Stammteile. Sie neigen nur bedingt zu Massenvermehrungen.

## Bekämpfung

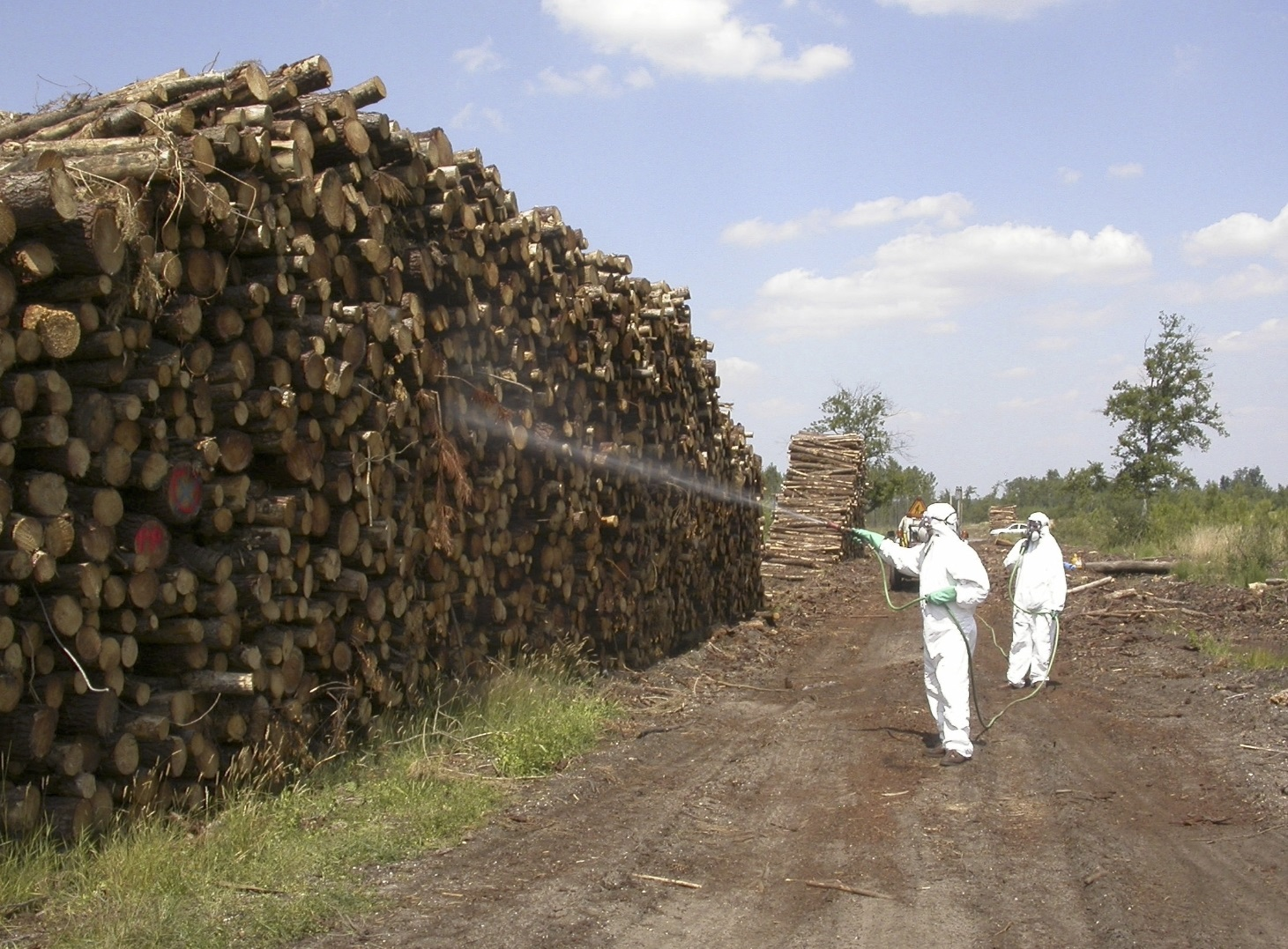
Bekämpfung per Insektizid

Eine Bekämpfung ist schwierig, da den Tieren immer bruttaugliches Material zur Verfügung stehen wird. Bei Verdacht auf eine beginnende Massenvermehrung muss alles befallene Material vernichtet beziehungsweise für die Brut untauglich gemacht werden (verbrennen oder mit dafür zugelassenen chemischen Mitteln behandeln).